# Néferkaourê
Néferkaourê est un souverain égyptien du début de la Première Période intermédiaire et placé par la plupart des égyptologues comme membre de la VIIIe dynastie. En tant que tel, le siège du pouvoir de Néferkaourê était Memphis et il ne détenait probablement pas le pouvoir sur toute l'Égypte.

## Attestations

### Attestations contemporaines
Néferkaourê est connu par une inscription contemporaine, un décret fragmentaire inscrit sur une dalle de calcaire connu sous le nom de décret h de Coptos et concernant les offrandes pour le temple de Min à Coptos. L'un des deux fragments existants de ce décret a été donné par Edward Harkness au Metropolitan Museum of Art, où il est maintenant exposé dans la galerie 103. Le décret est daté de la quatrième année de règne de Néferkaourê, qui est la date la plus élevée attestée de tout roi de la VIIIe dynastie. Le premier signe du nom d'Horus du roi est clairement présent tandis que le second signe est débattu, Jürgen von Beckerath ne s'engage que sur le premier signe et lit Khâ-..., tandis que Baker et William C. Hayes lisent Khâbaou,,. Le décret est adressé au gouverneur de Haute-Égypte de l'époque, Shemay, et exige que des quantités fixes de dons soient données régulièrement au dieu Min et ensuite éventuellement à une statue du roi.

### Nouvel Empire
Néferkaourê est présent dans deux listes royales datées du Nouvel Empire. La première liste est la liste d'Abydos dans laquelle le roi est cité à la 54e position sous le nom de Néferkaourê. La seconde liste est le Canon royal de Turin dans lequel le roi est probablement cité à la position 5.11, mais le nom est en lacune. Si cette attribution est correcte, alors le Canon lui attribue une durée de règne de 4 ans et 2 mois,.